# Brandon Oviedo
Brandon Zacarias Oviedo (Buenos Aires, 25 gennaio 2005) è un calciatore argentino, difensore del Banfield.

## Caratteristiche tecniche
È un difensore centrale.

## Carriera
Oviedo è cresciuto nel settore giovanile del Banfield, con cui ha debuttato il 18 novembre 2024 nell'incontro di Primera División perso 1-0 contro il Tigre. Quattro giorni più tardi ha firmato il primo contratto professionistico con i biancoverdi.

## Statistiche

### Presenze e reti nei club
Statistiche aggiornate al 26 dicembre 2024.
| Stagione        | Squadra         | Campionato      | Campionato | Campionato | Coppe nazionali | Coppe nazionali | Coppe nazionali | Coppe continentali | Coppe continentali | Coppe continentali | Altre coppe | Altre coppe | Altre coppe | Totale | Totale | Totale |
| Stagione        | Squadra         | Comp            | Pres       | Reti       | Comp            | Pres            | Reti            | Comp               | Pres               | Reti               | Comp        | Pres        | Reti        | Pres   | Reti   |        |
| --------------- | --------------- | --------------- | ---------- | ---------- | --------------- | --------------- | --------------- | ------------------ | ------------------ | ------------------ | ----------- | ----------- | ----------- | ------ | ------ | ------ |
| 2024            | Banfield        | PD              | 4          | 0          | CA+CdL          | 0               | 0               |                    | -                  | -                  |             | -           | -           | 4      | 0      |        |
| Totale carriera | Totale carriera | Totale carriera | 4          | 0          |                 | 0               | 0               |                    | -                  | -                  |             | -           | -           | 4      | 0      |        |